# دوري أبطال إفريقيا 2011
دوري أبطال أفريقيا 2011 هو النسخة السابعة والأربعون من بطولة أفريقيا للأندية الممتازة لكرة القدم والنسخة الخامسة عشر بالنظام الحالي. يشارك الفائز في كأس العالم للأندية 2011، وأيضاً يلعب في كأس السوبر الأفريقي 2012.

## الجوائز المالية
الجوائز المالية لنسخة 2011 تم توزيعها على الفرق الثمانية الأولى في المسابقة على الشكل التالي
| الترتيب       | الفريق     | الجامعة  |
| ------------- | ---------- | -------- |
| البطل         | 1425000 دأ | 75000 دأ |
| وصيف البطا    | 950000 دأ  | 50000 دأ |
| نصف النهائي   | 665000 دأ  | 35000 دأ |
| ثالت المجموعة | 475000 دأ  | 25000 دأ |
| رابع المجموعة | 380000 دأ  | 20000 دأ |

دأ: دولار أمريكي

## المواعيد
جدول المواعيد لموسم 2011.
| الجولة           | الدور          | موعد القرعة                   | ساق أولى           | ساق ثانية                            |
| ---------------- | -------------- | ----------------------------- | ------------------ | ------------------------------------ |
| التصفيات         | الدور التمهيدي | 20 ديسمبر 2010 (القاهرة، مصر) | 28–30 يناير        | 11–13 فبراير 25–27 فبراير† 4–6 مارس† |
| التصفيات         | الدور الأول    | 20 ديسمبر 2010 (القاهرة، مصر) | 18–20 مارس         | 1–3 إبريل                            |
| التصفيات         | الدور الثاني   | 20 ديسمبر 2010 (القاهرة، مصر) | 22–24 إبريل        | 6–8 مايو                             |
| دور المجموعات    | يوم مباريات 1  | 15 مايو 2011 (القاهرة، مصر)   | 15–17 يوليو        | 15–17 يوليو                          |
| دور المجموعات    | يوم مباريات 2  | 15 مايو 2011 (القاهرة، مصر)   | 29–31 يوليو        | 29–31 يوليو                          |
| دور المجموعات    | يوم مباريات 3  | 15 مايو 2011 (القاهرة، مصر)   | 12–14 أغسطس        | 12–14 أغسطس                          |
| دور المجموعات    | يوم مباريات 4  | 15 مايو 2011 (القاهرة، مصر)   | 26–28 أغسطس        | 26–28 أغسطس                          |
| دور المجموعات    | يوم مباريات 5  | 15 مايو 2011 (القاهرة، مصر)   | 9–11 سبتمبر        | 9–11 سبتمبر                          |
| دور المجموعات    | يوم مباريات 6  | 15 مايو 2011 (القاهرة، مصر)   | 16–18 سبتمبر       | 16–18 سبتمبر                         |
| دور خروج المغلوب | نصف النهائي    | 15 مايو 2011 (القاهرة، مصر)   | 30 سبتمبر–2 أكتوبر | 14–16 أكتوبر                         |
| دور خروج المغلوب | النهائي        | 15 مايو 2011 (القاهرة، مصر)   | 4–6 نوفمبر         | 11–13 نوفمبر                         |

† مباراة الساق الثانية من الدور التمهيدي للبطولة تم تأجيله لأيام 25–27 فبراير (أو للمزيد إلى 4–6 مارس) بخصوص الأندية التي لديها على الأقل ثلاث لاعبين في بطولة أمم أفريقيا للمحليين 2011.

## التصفيات
تم الإعلان عن جدول المباريات الجولات التمهيدية، الأولى والثانية يوم 20 ديسمبر 2010.
مواجهات التصفيات موضوعة على ساقين، مع الأهداف الاجمالية تستخدم لتحديد الفائز. إذا يكون الجانبين متساويين بالإجمالي بعد الساق الثانية، قانون الأهداف خارج القواعد سوف يطبق، وإذا لا يزالون متساويين، المواجهة تمضوا إلى ضربات الترجيح (لا يتم لعب وقت إضافي).

### الدور التمهيدي
| فريق 1                | النتيجة     | فريق 2            | المباراة 1 | المباراة 2 |
| --------------------- | ----------- | ----------------- | ---------- | ---------- |
| أسفان                 | 0–3         | شبيبة أبيدجان     | 0–0        | 0–3        |
| سانت ميشيل دوينزي     | 0–3         | إنيمبا            | 1–0        | 0–2        |
| أوس بيتام             | 0–0 (5–3 ض) | ليس أستريس        | 0–0        | 0–0        |
| أولمبيك ريال دي بانغي | 0–3         | مولودية الجزائر   | 1–1        | 0–2        |
| إنتر لواندا           | w/o1        | تاونشيب رولرز     |            |            |
| إيست إند ليونز        | 0–4         | دجوليبا           | 0–2        | 0–2        |
| دياراف                | 3–1         | بورتس أثوريتي     | 1–1        | 2–0        |
| آسباك                 | 2–1         | ديبورتيفو مونغومو | 1–0        | 1–1        |
| أسيك ميموسا           | 9–0         | كانسادو           | 7–0        | 2–0        |
| موتور أكشن            | 1–1 (4–3 ض) | سنابس سبورت       | 0–1        | 1–0        |
| الرجاء الرياضي        | w/o2        | توربيون           | 10–1       |            |
| ألينزي ستارز          | 0–5         | الزمالك           | 0–4        | 0–1        |
| أبر                   | 2–6         | النادي الإفريقي   | 2–2        | 0–4        |
| ريكريتيفو شالا        | 2–1         | سانت جورج أس أي   | 2–0        | 0–1        |
| إيلان                 | 2–4         | سيمبا             | 0–0        | 4–2        |
| مايتي بارول           | 1–3         | كانو بيلارس       | 1–2        | 0–1        |
| الوداد البيضاوي       | 3–1         | أدوانا ستارز      | 3–0        | 0–1        |
| فيلو ستار             | 1–4         | أسفا ينيغا        | 1–1        | 0–3        |
| فيتال أو              | 3–3 (أ)     | كوتون سبورت       | 2–2        | 1–1        |
| زانزيبار أوشن فيو     | 1–4         | فيتا كينشاسا      | 1–1        | 3–0        |
| سوبر سبورت يونايتد    | 3–2         | ماتلاما           | 2–0        | 1–2        |
| يانغ بوفالوس          | 4–2         | سانت ميشل يونايتد | 3–0        | 1–2        |
| زيسكو يونايتد         | 4–2         | ليغا موشولمانا    | 3–0        | 1–2        |

ملاحظات
ملاحظة 1: إنتر لواندا ذهب إلى الدور الأول بعد إيقاف تاونشيب رولرز من قبل الكاف.
ملاحظة 2: الرجاء الرياضي ذهب إلى الدور الأول بعد انسحاب توربيلون إثر الخسارة الكبيرة في لقاء الذهاب.
تسعة أندية تلقوا الإعفاء: وفاق سطيف (الجزائر)، الأهلي (مصر)، الاتحاد (ليبيا)، ستاد مالي (مالي)، تب مازيمبي (الكونغو الديمقراطية)، الهلال والمريخ (السودان)، الترجي (تونس) وديناموز هراري (زمبابوي).

### الدور الأول
| فريق 1          | النتيجة     | فريق 2             | المباراة 1 | المباراة 2 |
| --------------- | ----------- | ------------------ | ---------- | ---------- |
| شبيبة أبيدجان   | w/o3        | الاتحاد            | —3         | —          |
| أوس بيتام       | 1–2         | إنيمبا             | 0–0        | 1–2        |
| ديناموز         | 4–4 (أ)     | مولودية الجزائر    | 4–1        | 0–3        |
| المريخ          | 2–2 (2–3 ض) | إنتر لواندا        | 2–0        | 0–2        |
| دياراف          | 4–1         | دجوليبا            | 3–0        | 1–1        |
| الترجي الرياضي  | 5–2         | آسباك              | 5–0        | 0–2        |
| موتور أكشن      | 0–0 (2–4 ض) | أسيك ميموسا        | 0–0        | —4         |
| ستاد مالي       | 2–2 (أ)     | الرجاء الرياضي     | 2–1        | 0–1        |
| النادي الإفريقي | w/o5        | الزمالك            | 4–2        | الغ.5      |
| الهلال          | 3–1         | ريكرياتيفو شالا    | 3–0        | 1–1        |
| تي. بي. مازيمبي | 6–3         | سيمبا              | 3–1        | 3–2        |
| الوداد البيضاوي | 2–0         | كانو بيلارس        | 2–0        | 0–0        |
| وفاق سطيف       | 6–3         | أسفا ينيغا         | 2–0        | 4–3        |
| فيتا كينشاسا    | 0–2         | كوتون سبورت        | 0–1        | 0–1        |
| الأهلي          | 2–1         | سوبر سبورت يونايتد | 2–0        | 1–0        |
| زيسكو يونايتد   | 7–0         | يانغ بوفالوس       | 5–0        | 2–0        |

ملاحظات
ملاحظة 3: الاتحاد ذهب إلى الدور الثاني بعد انسحاب شبيبة أبيدجان. المواجهة كانت مقررة في مكان محايد على ساق واحدة بسبب الأوضاع السياسية في كوت ديفوار وليبيا، لكن المباراة لم تأخذ مكانها.
ملاحظة 4: المواجهة لعبت على ساق واحدة بسبب الوضع السياسي في كوت ديفوار.
ملاحظة 5: الساق الثانية الغيت في الدقيقة 90+5 مع تقدم الزمالك 2 – 1 (النادي الإفريقي يتقدم 5 – 4 بالإجمالي) حين قامت جماهير الزمالك باقتحام الملعب.
ملاحظة 6: تي بي مازيمبي فاز 6–3 بالإجمالي، ولكن تم استبعاده في وقت لاحق لاشراك لاعب غير مؤهل في الدور الأول. كنتيجة، الوداد البيضاوي سوف يلعب ضد الجانب التنزاني سيمبا، الذي خسر من تي بي مازميبي في الدور الأول، في ملحق لمقعد في دور المجموعات.

### الدور الثاني
| فريق 1          | النتيجة     | فريق 2          | المباراة 1 | المباراة 2 |
| --------------- | ----------- | --------------- | ---------- | ---------- |
| إنيمبا          | 1–0         | الاتحاد         | 1–0        | —7         |
| إنتر لواندا     | 3–4         | مولودية الجزائر | 1–1        | 2–3        |
| الترجي الرياضي  | 6–0         | دياراف          | 5–0        | 1–0        |
| الرجاء الرياضي  | 1–1 (5–4 ض) | أسيك ميموسا     | 1–1        | —7         |
| الهلال          | w/o8        | النادي الإفريقي | 1–0        | الغ.       |
| الوداد البيضاوي | w/o9        | تي. بي. مازيمبي | 1–0        | 0–2        |
| كوتون سبورت     | 4–3         | وفاق سطيف       | 4–1        | 0–2        |
| زيسكو يونايتد   | 0–1         | الأهلي          | 0–0        | 0–1        |

ملاحظات
ملاحظة 6: المواجهات تلعب على ساق واحدة بسبب الأوضاع السياسية في كوت ديفوار وليبيا.
ملاحظة 7: الساق الثانية الغيت في الدقيقة 81 مع نتيجة عند 1–1 (الهلال يتقدم 2–1 بالإجمالي) حين قامت جماهير الزمالك باقتحام الملعب.
ملاحظة 9: تي بي مازيمبي فاز 2–1 بالإجمالي، ولكن تم استبعاده في وقت لاحق لاشراك لاعب غير مؤهل في الدور الأول. كنتيجة، الوداد البيضاوي سوف يلعب ضد الجانب التنزاني سيمبا، الذي خسر من تي بي مازميبي في الدور الأول، في ملحق لمقعد في دور المجموعات.
الفرق الخاسرة من الدور الثاني يذهبون إلى كأس الاتحاد الكونفدرالي الأفريقي لكرة القدم 2011 دور الملحق.

### ملحق خاص
يوم 14 مايو 2011، أعلن الكاف بأن تي. بي. مازيمبي من الكونغو الديمقراطية استبعد من دور المجموعات دوري الأبطال في أعقاب شكوى حول أهلية لاعب تي بي مازيمبي خانفيير بيسالا بوكونغو من الجانب التنزاني سيمبا الذي خسر منهم في الدور الأول. كنتيجة، اللجنة المنظمة قررت بأن يكون بديل لدور المجموعات سوف يحدد من قبل ملحق على ملعب محايد، بين سيمبا والجانب المغربي الوداد البيضاوي الذي خسر من تي بي مازميبي في الدور الثاني.
| فريق 1 | نتيجة | فريق 2          |
| ------ | ----- | --------------- |
| سيمبا  | 0–3   | الوداد البيضاوي |

## دور المجموعات
القرعة لدور المجموعات عقدت يوم 15 مايو 2011. الفرق الثمانية صنفت إلى أربع وعاءات، حيث كل مجموعة سوف تتكون من فريق من كل وعاء.
| مفاتيح الألوان في جدول المجموعة                   |
| ------------------------------------------------- |
| فائزين المجموعات والوصيفين يذهبون إلى نصف النهائي |
| فرق المركز الثالث والرابع خرجوا                   |

### مجموعة أ
| فريق           | نقاط | فرق | عليه | له | خ | ت | ف | لعب |
| -------------- | ---- | --- | ---- | -- | - | - | - | --- |
| إنيمبا         | 14   | 6+  | 5    | 11 | 0 | 2 | 4 | 6   |
| الهلال         | 8    | -1  | 7    | 6  | 2 | 2 | 2 | 6   |
| كوتون سبورت    | 7    | 1-  | 8    | 7  | 3 | 1 | 2 | 6   |
| الرجاء الرياضي | 2    | -4  | 5    | 1  | 3 | 3 | 0 | 6   |

|                | الهلال | كوتون | إنيمبا | الرجاء |
| -------------- | ------ | ----- | ------ | ------ |
| الهلال         | –      | 2-1   | 1-2    | 1–0    |
| كوتون سبورت    | 2-0    | –     | 2-3    | 2-1    |
| إنيمبا         | 2–2    | 0-2   | –      | 2-0    |
| الرجاء الرياضي | 0-0    | 0–0   | 0-0    | –      |

### مجموعة ب
| فريق            | نقاط | فرق | عليه | له | خ | ت | ف | لعب |
| --------------- | ---- | --- | ---- | -- | - | - | - | --- |
| الترجي الرياضي  | 10   | 5+  | 4    | 9  | 0 | 4 | 2 | 6   |
| الوداد الرياضي  | 7    | 2+  | 9    | 11 | 1 | 4 | 1 | 6   |
| الأهلي          | 7    | 1+  | 6    | 7  | 1 | 4 | 1 | 6   |
| مولودية الجزائر | 5    | 10- | 12   | 4  | 3 | 2 | 1 | 6   |

|                 | الأهلي | الترجي | الجزائر | الوداد |
| --------------- | ------ | ------ | ------- | ------ |
| الأهلي          | –      | 1-1    | 0-2     | 3-3    |
| الترجي الرياضي  | 0-1    | –      | 0-4     | 0-0    |
| مولودية الجزائر | 0-0    | 1 – 1  | –       | 1-3    |
| الوداد الرياضي  | 1-1    | 2-2    | 0-4     | –      |

## دور خروج المغلوب

### نصف النهائي
| فريق 1          | النتيجة | فريق 2          | المباراة 1 | المباراة 2 |
| --------------- | ------- | --------------- | ---------- | ---------- |
| الودادالرياضي   | 1 - 0   | إنيمبا النيجيري | 0-1        | 0 - 0      |
| الهلال السوداني | 0 - 3   | الترجي الرياضي  | 1-0        | 0 -2       |

### النهائي
| فريق 1                 | النتيجة | فريق 2        | المباراة 1 | المباراة 2 |
| ---------------------- | ------- | ------------- | ---------- | ---------- |
| الترجي الرياضي التونسي | 1 - 0   | الودادالرياضي | 0 - 0      | 1 - 0      |

| بطل دوري أبطال أفريقيا 2011                          |
| ---------------------------------------------------- |
| قالب:بيانات بلد الترجي الرياضي التونسي للمرة الثانية |

## الهدافون
| الهداف                | الفريق                 | عدد الأهداف |
| --------------------- | ---------------------- | ----------- |
| إدوار سادومبا         | الهلال السوداني        | 7           |
| فابريس انغيسي أونداما | نادي الوداد الرياضي    | 6           |
| محسن ياجور            | نادي الوداد الرياضي    | 5           |
| يوسف المساكني         | الترجي الرياضي التونسي | 5           |
| يانيك انجينك          | الترجي الرياضي التونسي | 4           |
| أسامة الدراجي         | الترجي الرياضي التونسي | 4           |
| ألفريد لوبوتا         | نادي زيسكو يونايتد     | 4           |
| بيدرو هنريكس          | إنتر كلوب              | 4           |
| مدثر الطاهر           | الهلال السوداني        | 3           |
| حسن الطير             | الرجاء الرياضي         | 3           |
| عماد متعب             | النادي الأهلي (مصر)    | 3           |

## وصلات خارجية
- دوري أبطال أفريقيا
- مباريات تصفيات الدور التمهيدي، تصفيات الدور الأول، وتصفيات الدور الثاني